# 韦特伦 (纽约州)
韦特伦（英語：Veteran）是位于美国纽约州希芒县的一个镇，地处希芒县北端、埃尔迈拉以北。2010年美国人口普查时，该镇有3313人。韦特伦镇建于1823年，其名称来源于该地的首位定居者、一位美国革命与英法北美战争的老兵（“韦特伦”直译为“老兵”）。